# Caméras Tolana et Tolana-Thomson
Les Tolana (1961), devenues Tolana-Thomson (1967), sont des caméras argentiques au format 16 mm, qui, groupées par 2 ou plus, sont couplées par leur visée reflex à un magnétoscope de format 1 pouce et une régie multi-caméras.

## Histoire
Cette technique, commanditée par la RTF (Radio Télévision Française), est utilisée dans les années 1960-1970. Le but du procédé est de produire une vidéo immédiatement utilisable (captation multi-caméras), et, pour une meilleure conservation à l’époque, une version filmée argentique disponible après développement et mise bout à bout des plans. La pellicule utilisée est en général du film inversible 16 mm.
« Le Centre universitaire expérimental de Vincennes, né des événements de Mai 68, selon l’expression consacrée, a ouvert ses portes dans un environnement technologique digne de cette université nouvelle « ouverte au monde du travail et aux problèmes contemporains » : grand studio de télévision équipé des caméras Tolana-Thomson permettant d’enregistrer aussi bien en support film qu’en format télévision. »

## Description succincte de la Tolana
La Tolana, étant destinée à enregistrer des émissions dans lesquelles le discours et le contenu ont plus d’importance que l’image, est une caméra blimpée afin de permettre toute prise de son. Le mécanisme est standard : griffes, contre-griffes, un débiteur denté. La visée est du type reflex. Elle a la particularité d’être divisée en deux par un prisme. L’un des flux concerne le cadreur qui doit assurer la fonction habituelle de l’opérateur, le second flux est analysé par un tube de caméra et envoyé par câble en direction d’une mini-régie

## Description du procédé Tolana
C’est un réalisateur qui dirige cette mini-régie. Devant lui, plusieurs écrans qui correspondent, comme sur le plateau d’un studio de télévision, à chacun des tubes cathodiques de ses différentes Tolana. Chaque petit écran est accompagné d’un bouton qui permet de choisir l’image de l’une ou l’autre des caméras. Les images choisies sont enregistrées en continu par un magnétoscope 1 pouce.
Là où le procédé diffère de tous les autres, c’est que chacun de ces boutons met aussi en fonctionnement la partie pellicule argentique des caméras. En effet, le film est un consommable onéreux, la production ne peut pas se permettre de faire tourner les caméras-film en continu. Chacune d’elles se met donc en marche quand le réalisateur choisit son cadrage sur l’écran correspondant. Quand il choisit un autre cadrage, la caméra choisie précédemment stoppe sa partie pellicule et ne redémarre que lorsque le réalisateur choisit à nouveau son cadrage. Comme l’arrêt de l’une et le démarrage de l’autre génèrent quelques images surexposées, les deux phases se superposent un court instant. Un top de synchro est enregistré dès que la nouvelle caméra atteint sa cadence normale de prise de vues.
Les plans obtenus par chacune des caméras sont ensuite assemblés bout à bout à l’aide d’une table de montage sur la base du son enregistré par le magnétoscope 1 pouce. « Un dispositif de marquage lumineux du film, couplé avec chaque fenêtre des couloirs de transport, inscrit des tops de marquage sur la bordure extérieure aux perforations de la pellicule. Ces impulsions sont inscrites lors de la mise en service de la caméra. Ceci assure ainsi le repérage des séquences issues de plusieurs caméras, et permet donc le montage immédiat d'un film reproduisant intégralement l'émission télévisée transmise. »